# Catasticta duida
Catasticta duida is een vlinder uit de familie van de witjes (Pieridae). De wetenschappelijke naam van de soort werd in 1932 gepubliceerd door Frederick Martin Brown.

## Type
- holotype: "male, 9.XII.1928"
- instituut: AMNH, New York, Amerika
- typelocatie: "Venezuela, Mt. Duida, alt. 6500 ft"